# Rio Negro (Paraná)
Rio Negro è un comune del Brasile nello Stato del Paraná, parte della mesoregione Metropolitana de Curitiba e della microregione di Rio Negro.
La città venne fondata il 15 novembre 1870 e si trova a 109 km dalla capitale dello Stato Curitiba.